# François Athanase de Charette de la Contrie

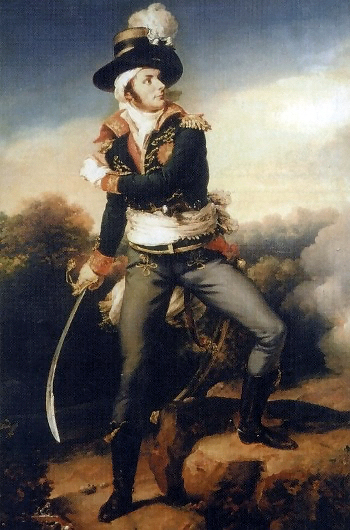
François Athanase de Charette de la Contrie

François Athanase de Charette de la Contrie, född 21 april 1761 i Couffé, död 29 februari 1796 i Nantes, var en fransk kontrarevolutionär militär. Han var farbror till Athanase de Charette de la Contrie d.ä.
De Charette var ursprungligen sjöofficer och blev vid det kontrarevolutionära upprorets utbrott i Vendée en av dettas militära ledare, och från 1794 de upproriskas högste chef. Han stred ofta med framgång och var utan tvivel en av den rojalistiska sidans främsta militärer. 1795 ingick han en förlikning med revolutionsregeringen, som han dock bröt samma år, då han efter Ludvig XVII:s död utropade Ludvig XVIII till kung. Efter att ha besegrats av Lazare Hoche och endast var omgiven av ett fåtal trogna, blev han 1796 tvingad att kapitulera, varefter han avrättades i Nantes.